# Retrato del señor X (Pierre Loti)

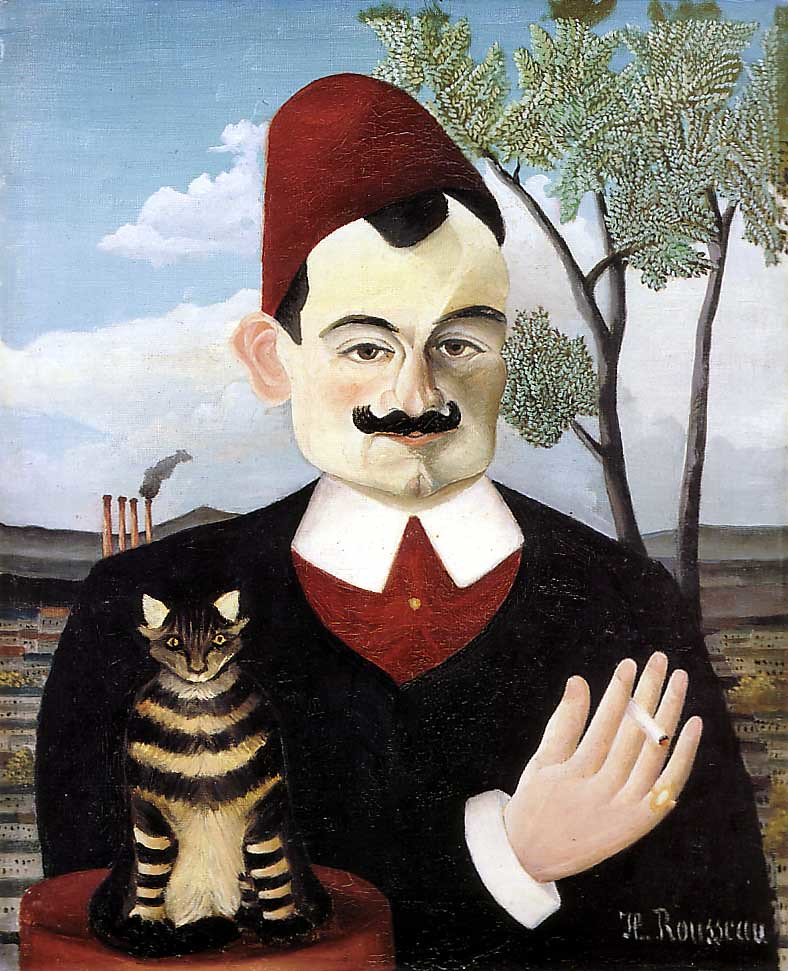
Retrato del señor X (Pierre Loti).

El retrato del Sr. X (Pierre Loti) es una pintura del pintor francés Henri Rousseau. Muestra en formas simplificadas a un hombre de medio cuerpo con un gato sentado, frente a un paisaje. El cuadro, pintado al óleo sobre lienzo, mide 61 cm de alto y 50 cm de ancho. Pertenece a la colección de la Kunsthaus Zürich. La identidad del hombre no se ha establecido más allá de toda duda. Algunos autores han asumido que el hombre retratado es el escritor Pierre Loti. También hay diferentes consideraciones en lo que respecta a la clasificación temporal del cuadro; las fechas más recientes asumen 1906 como el año de creación. El retrato sirvió de modelo para diversas obras de pintura moderna.

## Descripción
La pintura muestra un retrato de medio cuerpo de un hombre. Con la cabeza ligeramente girada hacia su izquierda, mira directamente al espectador. El rostro tiene una tez clara, en la que la oreja derecha que sobresale notablemente muestra una tonalidad rosada. Si bien la mejilla derecha también muestra un ligero enrojecimiento, se puede ver una zona de sombra oscura en la mitad izquierda de la cara. Luce un bigote oscuro con las puntas hacia arriba. Las cejas aparecen como arcos negros estrechos sobre los ojos. El hombre usa un sombrero rojo sobre su frente expuesta, que presumiblemente es un fez oriental. Debajo, el cabello oscuro bien peinado se asoma hacia los lados y en el medio. La ropa del hombre incluye una camisa roja con un botón dorado a la altura del pecho y un cuello blanco ancho y cerrado. Lleva una prenda negra sobre su camisa, que podría ser una capa árabe, por ejemplo, un burnus. El brazo derecho está en ángulo frente al pecho izquierdo. La mano sobresale de una manga blanca con los dedos estirados hacia arriba. El hombre sostiene un cigarrillo encendido entre los dedos índice y medio; un anillo de oro adorna el dedo meñique. Delante del hombre en el lado izquierdo de la imagen se sienta un gato atigrado en un cojín redondo rojo similar a una plataforma. Al igual que el hombre, se le representa de frente, su postura parece escultórica.
Al fondo hay un paisaje montañoso y sobre él un cielo azul con nubes blancas. A ambos lados del hombre hay monótonas hileras de casas escalonadas una detrás de otra. En la mitad izquierda de la imagen, cuatro chimeneas de fábricas adyacentes sobresalen por encima del hombro del hombre, la de la derecha emite humo oscuro. En el otro lado, una acacia aparece detrás del hombro hasta el borde superior de la imagen. El árbol y las chimeneas simbolizan el contraste entre la naturaleza salvaje y la industria urbana. Otros contrastes se pueden encontrar en los emparejamientos humano y animal, así como Oriente y Occidente. Las conexiones en la imagen surgen entre las chimeneas del fondo y el cigarrillo encendido en primer plano, las líneas horizontales del pelaje del gato y las de las hileras de casas o las formas redondas rojas en el sombrero del hombre y el asiento del gato. En general, el negro, el blanco, el rojo y el ocre dominan la paleta, aunque los colores se aplicaron con poca gradación. Llama la atención la cabeza desproporcionadamente grande y la fuerte simplificación de las formas, especialmente en el “rostro facetado casi cubista”. La pose frontal del hombre y la disposición en forma de collage de la mano tienen similitudes con las representaciones en los naipes, como han señalado varios autores. La autora Cornelia Stabenow destacó la "figura de dandy" del retratado, con la que Rousseau escenificó "el excéntrico papel del poeta por excelencia". La imagen está firmada “H. Rousseau ” pero sin fecha.

## Un retrato en la tradición pictórica de los viejos maestros
Rousseau, nacido en 1844, no había completado ninguna formación académica como pintor, sino que comenzó a pintar como empleado de la administración de aduanas en su tiempo libre, probablemente de forma autodidacta. Por tanto, se le considera un representante del arte naíf. Por otro lado, había conocido a algunos artistas conocidos desde mediados de la década de 1880 y entonces expuso sus obras públicamente. Desde 1884 también tenía permiso para copiar obras en el Louvre y el Musée du Luxembourg. Varios autores ven por ello la influencia de los retratos nórdicos de finales del siglo XV en este retrato, refiriéndose al hecho de que la tradición de los retratos de medio cuerpo era común en el Renacimiento. La conspicua posición de la mano en el retrato del Sr. X (Pierre Loti) se encuentra de manera similar en obras antiguas. Por ejemplo, El Greco "muestra en su retrato de un noble con la mano en el pecho, realizado hacia 1580 (Museo del Prado, Madrid), así como el cuadro atribuido a Frans Hals , Hombre con la mano en el corazón de 1632 (Museo de Bellas Artes de Burdeos) tienen también una representación relacionada de la mano. Rousseau podría haber conocido estas o imágenes similares de reproducciones, pero esto no es seguro. Con motivo de la gran retrospectiva de Rousseau, que fue vista sucesivamente en Venecia, París y Praga en 2015-2017, la oposición del retrato de Rousseau y el atribuido a Vittore Carpaccio Retrato de un hombre con gorro rojo (Museo Correr, Venecia, alrededor de 1490-1495). destaca varias similitudes entre las dos imágenes. Cada uno de los pintores muestra a un hombre como una figura de medio cuerpo con un sombrero rojo similar frente a un paisaje. Sin embargo, no se sabe si Rousseau conocía la imagen de Carpaccio.

El Greco: El caballero de la mano en el pecho, 1580 aprox., Museo del Prado, Madrid.
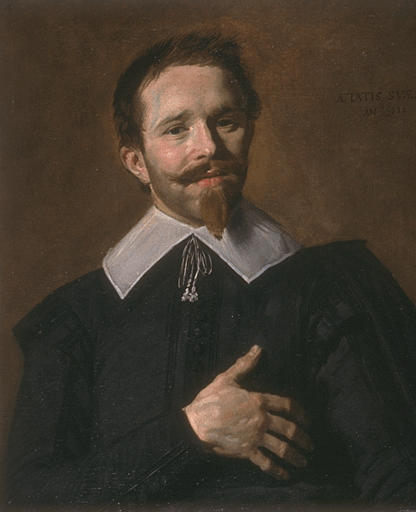
Frans Hals, Hombre con la mano en el corazón, 1632, Museo e Bellas Artes de Burdeos.
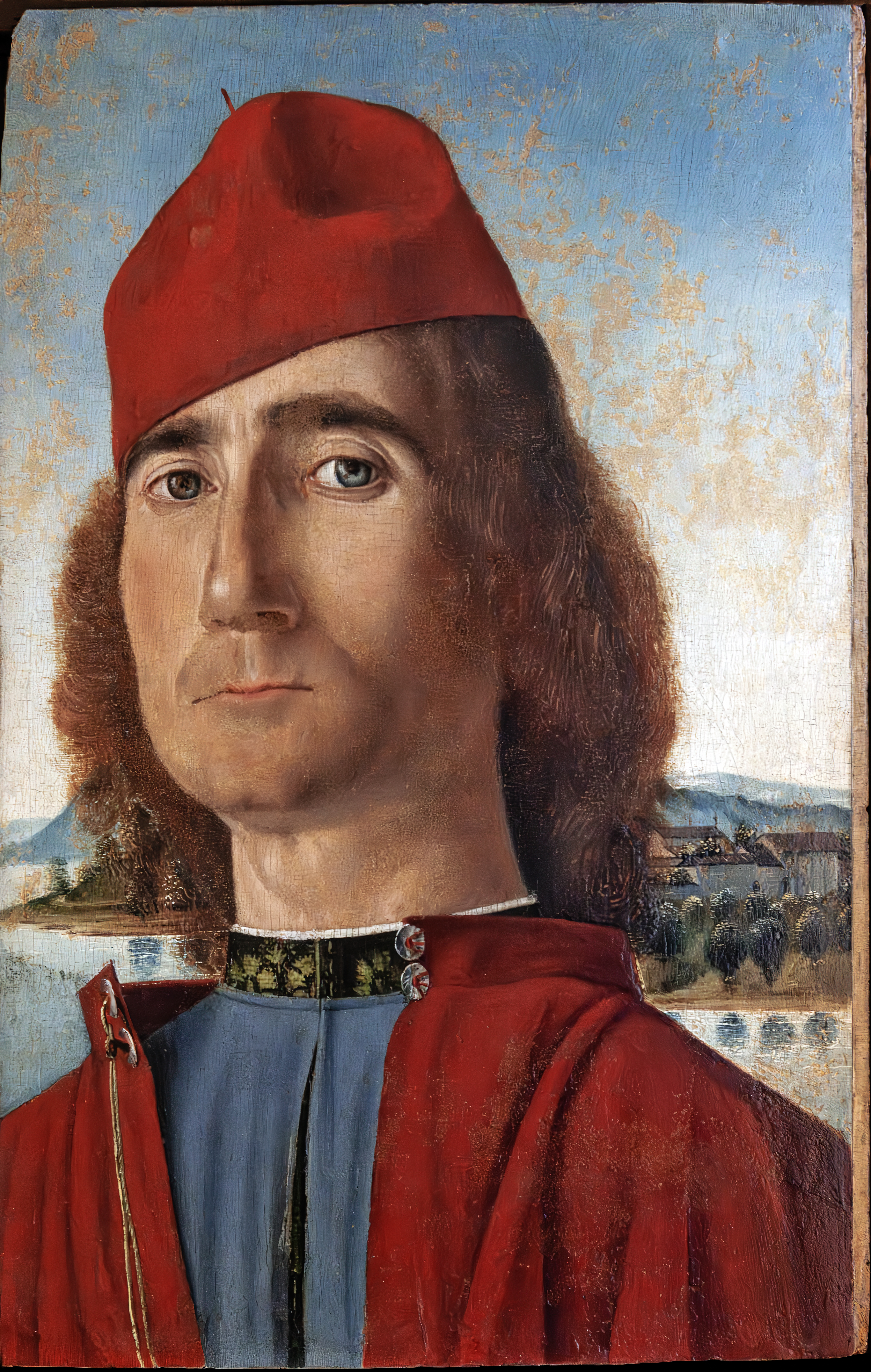
Vittore Carpaccio, Hombre con gorro rojo, 1490–1495 aprox., Museo Correr, Venecia.

## Posible identidad del retratado y datación de la imagen.

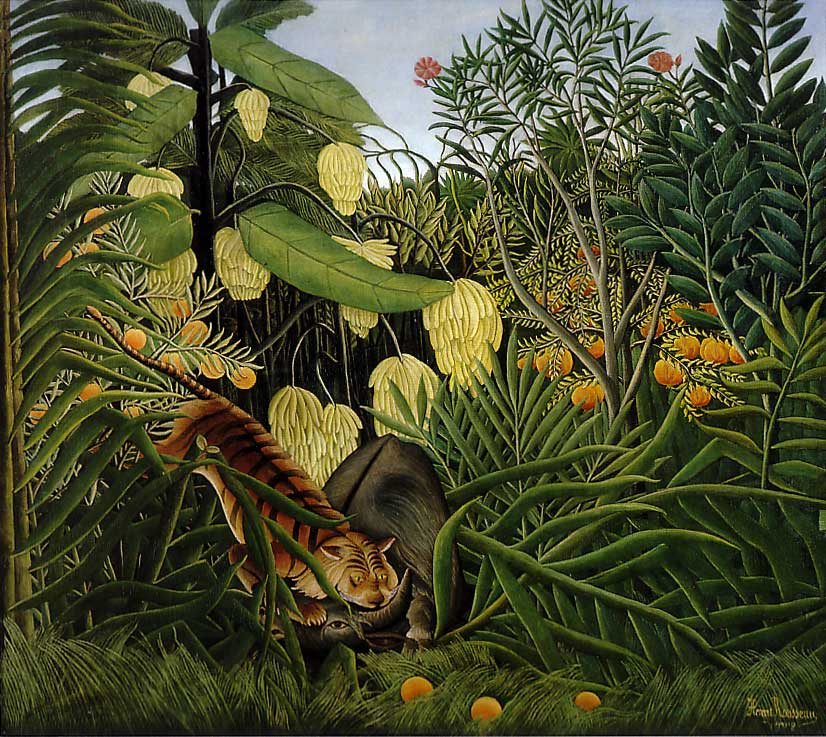
Henri Rousseau: Tigre atacando un búfalo, 1908.

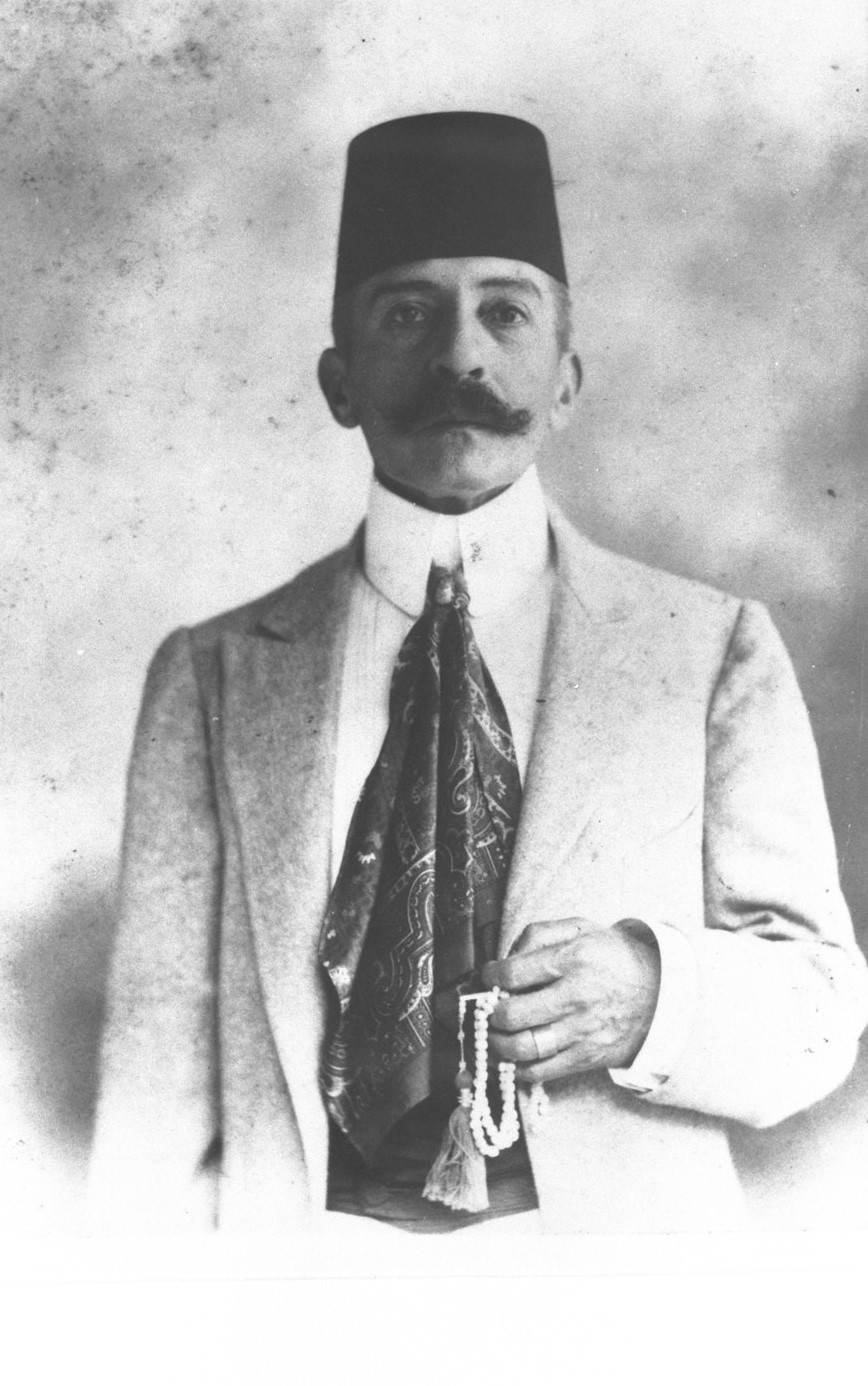
Atelier Phebus: Pierre Loti en Constantinopla, fotografía de 1904.

La identidad del hombre representado en la pintura aún no se ha establecido de manera concluyente. No existen documentos en los que se pueda ver claramente quién es la persona retratada. También se desconoce la fecha exacta de creación del cuadro. Sin embargo, los dos pueden estar relacionados. El hombre representado en la imagen a menudo se identifica como el escritor Pierre Loti. Sin embargo, Rousseau y Loti no se conocían personalmente y probablemente tampoco se conocieron nunca. No se sabe si Loti sabía algo sobre la existencia de la pintura. La primera mención conocida de Pierre Loti como modelo de la pintura se remonta al escritor Georges Courteline. Cuando vendió el cuadro al marchante de arte Paul Rosenberg en 1913, lo hizo pasar por un retrato de Pierre Loti. Dado que existen similitudes entre el retratado y la fisonomía de Pierre Loti, esperaba conseguir un mayor precio con la atribución. Para algunos autores, esta supuesta identidad se convirtió entonces en una especie de certeza.
La historiadora del arte Dora Vallier, autora de dos catálogos razonados de Rousseau, lo aceptó en 1961 y simplemente tituló el cuadro como Pierre Loti. Como período de origen declaró 1891/1892. Vallier sospechaba que la creación de la imagen se debía a la admisión de Loti en la Academia Francesa el 22 de mayo de 1891. Rousseau podría haberse enterado de esto a través de los numerosos informes periodísticos. Dado que Loti estaba en Argel en ese momento, las casas en el fondo de la pintura, así como el sombrero del hombre, podrían, según Vallier, referirse a Argel. La predilección de Loti por la ropa exótica era bien conocida y compartida a través de fotografías publicadas. Además, las obras de Loti a menudo tenían un "encanto exótico". Rousseau, que pudo haber conocido algunas de las historias de Loti, podría haber evocado sus descripciones literarias. Por último, a menudo hay un tema exótico en los cuadros del pintor. Ejemplos de ello son sus cuadros de la jungla, en los que grandes felinos pueblan repetidamente la escena, por ejemplo en el cuadro Tigre atacando a un búfalo (Museo de Arte de Cleveland) de 1908. En el Retrato del señor X, el gato atigrado podría ser otra referencia a Pierre Loti. Era un franco amante de los gatos y les dio a estos animales una apreciación literaria en su obra Vies de deux chattes. Si Loti es el modelo de la pintura, ciertamente no posó para Rousseau. Dado que el pintor utilizó repetidamente fotografías como plantilla para sus cuadros, también podría haberlo hecho aquí. Por otro lado, de Rousseau se certificó que sus retratos podían ser "extremadamente diferentes" a los modelos.
Otra pista de que el modelo podría ser Pierre Loti es la participación de Rousseau en el Salón de los Independientes en 1891. Para esta exposición envió un retrato de Monsieur L, que figura en el catálogo de la exposición pero no se muestra y sobre el que no hay más información. El escritor de arte Wilhelm Uhde vio una posible conexión con Pierre Loti en la L inicial del título de la pintura alrededor de medio siglo antes que Vallier. Como el Salón de los Independientes se celebró del 20 de marzo al 27 de abril de 1891, fue antes del ingreso de Loti a la Academia Francesa en mayo de ese año, lo que contradice el argumento de Vallier sobre este punto. Uhde se mostró reacio a darle un título a la imagen y eligió el nombre Retrato del Sr. X (Pierre Loti). Esto tiene en cuenta el hecho de que el modelo es un desconocido que podría ser Pierre Loti. Las publicaciones más recientes también eligieron el nombre Retrato del Sr. X (Pierre Loti). La Kunsthaus Zürich, propietaria de la pintura, también le da este título.
Una fotografía de Pierre Loti con ropa elegante y un fez oriental se cita repetidamente como una posible plantilla para la pintura de Rousseau. Esta foto fue tomada en Constantinopla en 1904. Siempre que Pierre Loti sea el retratado en la pintura, esto sugeriría que la pintura se realizó mucho más tarde que en 1891/1892. La historiadora del arte Cornelia Stabenow dató el período de creación “alrededor de 1905”, unos meses después de que la foto fuera tomada en Estambul. La Kunsthaus Zürich especifica 1906 como año de origen, una cronología que también se puede encontrar en varios autores. La participación de Rousseau en el Salón de los Independientes de París de ese año, donde mostró el cuadro Retrato de MF .. además de otros cuadros, habla también de 1906 como fecha de creación. El Retrato de Monsieur (M.), que permaneció en el anonimato, con el monograma 'F' no identificado, fue descrito por el crítico de arte Louis Vauxcelles como un retrato de un hombre de letras, una designación aplicable a Pierre Loti.

### Edmond Frank
Otros autores fecharon la pintura alrededor de 1910, el año en que murió Rousseau. La historia de Edmond Frank, quien afirmó ser el modelo para el retrato del Sr. X, también lo sitúa en estos últimos meses de la vida de Rousseau. Cuando apareció una foto de la pintura en la prensa en 1952, que ilustraba un informe sobre la exposición Cent portraits d'hommes du XIVe siècle à nos jours en la galería Charpentier de París, Frank supuestamente se reconoció a sí mismo en la pintura de Rousseau. A Edmond Frank a veces se le describe como industrial, otras como "periodista y poeta" y en ocasiones se lo confunde con el autor Edmond Achille Frank (1846-1911). Frank informó que Rousseau lo pintó de 1909 a 1910 en su apartamento del número 13 de la rue Giradon en París. La acacia que se muestra en la imagen estaba en el jardín vecino, las hileras de casas en el fondo son las de la colina de Montmartre. Frank continuó diciendo que la pintura que ahora se encuentra en la Kunsthaus Zürich era una copia hecha por Rousseau. Rousseau, según Frank, había tomado prestada la pintura que tenía en su poder para mostrarla en el Salón de los Independientes, donde la obra fue un éxito. En esta ocasión, Rousseau habría copiado el cuadro. Frank también declaró que destruyó la pintura original en 1911. Sin embargo, las declaraciones de Edmond Frank son improbables en varios sentidos. En 1911, Rousseau ya era un pintor bien conocido y sus obras alcanzaban precios considerables, especialmente después de su muerte, que también debió conocer Frank,  señalando él mismo el éxito del cuadro en el salón. Además, solo se conoce un retrato masculino de Rousseau de los años 1909-1910 en el Salon des Indépendants, el Retrato de Joseph Brummer (colección privada).

### Clasificación estilística
Las características estilísticas de la pintura también se utilizan para la datación. Una comparación con el Retrato de Frumence Biche (Musée international d'art naïf Anatole Jakovsky, Niza), pintado alrededor de 1890-1891, muestra que aunque ambos retratos están diseñados como figuras de medio cuerpo, el rostro en el Retrato del Sr.X (Pierre Loti) tiene un "modelo más claro y la paleta del pintor es más variada". Además, en el Retrato del Sr. X (Pierre Loti), Rousseau hizo más sofisticada la composición entre el primer plano y el fondo. Con todo, estos factores hablan de una fecha significativamente posterior. Incluso Dora Vallier, que fechó el cuadro en 1891/1892, vio similitudes en el rostro del presunto Pierre Loti con los retratos posteriores de Rousseau. Más de diez años después del Retrato de Frumence Biche, Rousseau realizó su Autorretrato con lámpara (Museo Picasso, París), en el que el rostro ya no aparece plano, sino que la cabeza en su conjunto aparece en perspectiva. En el retrato de un Niño con una muñeca (Museo de la Orangerie, París) de 1908, Rousseau muestra la figura con la misma frontalidad que en el retrato del Sr. X (Pierre Loti). Los paralelos también se pueden encontrar aquí en la vestimenta colorida y en la figura secundaria colocada en el mismo lugar. Donde el gato está sentado en el Retrato del Sr. X (Pierre Loti), la muñeca se coloca en el mismo lugar en el del niño. Sin embargo, una figura pequeña secundaria ya existía en el retrato del escritor Alfred Jarry alrededor de 1894-1895, en el que se dice que se representaron un búho y un camaleón. La pintura no se ha conservado. La acacia en el fondo del Retrato del Sr. X se puede encontrar en una forma diferente en varias otras obras del artista, por ejemplo en Manantial en el valle de Bièvre de 1904 (Museo Metropolitano de Arte, Nueva York) o como fondo en el Retrato de Joseph Brummer de 1909 (Colección particular). En el cuadro La musa inspira al poeta de 1909 (dos versiones: Museo de Arte de Basilea y Museo Pushkin, Moscú) con el retrato doble del poeta Guillaume Apollinaire y la pintora Marie Laurencin hay árboles similares al fondo.

Sin embargo, es difícil fechar la imagen de acuerdo por las características estilísticas, ya que Rousseau revisó algunas de sus obras años más tarde. Se pueden apreciar varios arrepentimientos en el retrato. El fez cubre áreas de cabello que ya habían sido pintadas y en la zona del árbol hay sobrepinturas que solo se realizaron después de enmarcar la imagen.

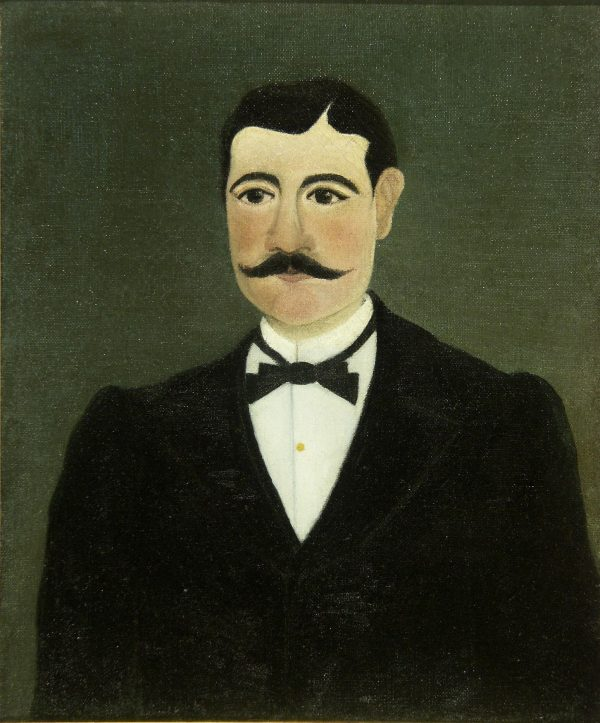
Henri Rousseau: Retrato de Frumence Biche, 1890–1891.
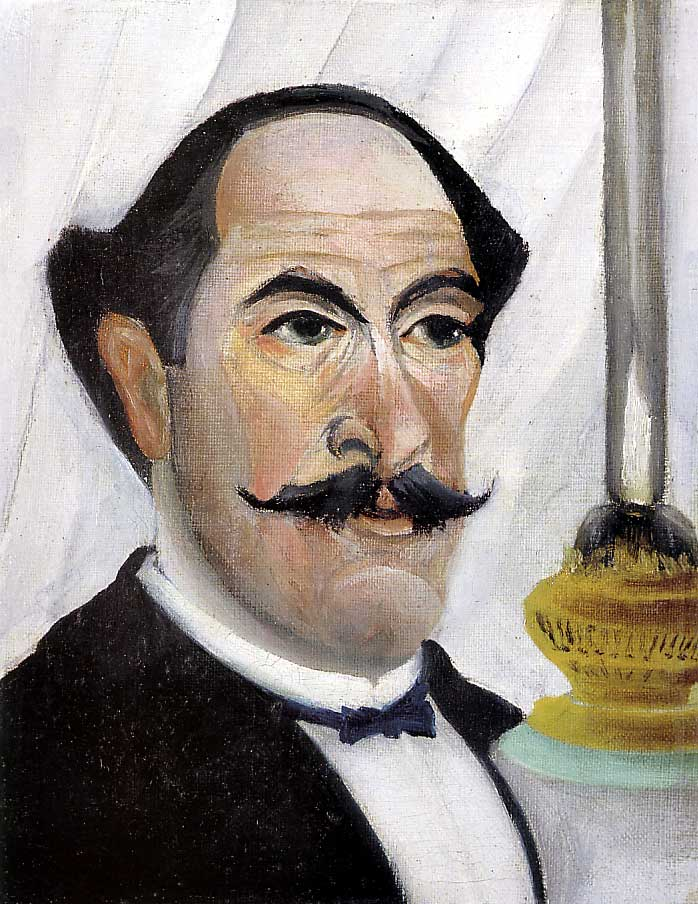
Henri Rousseau: Autorretrato con lámpara, 1903 aprox.
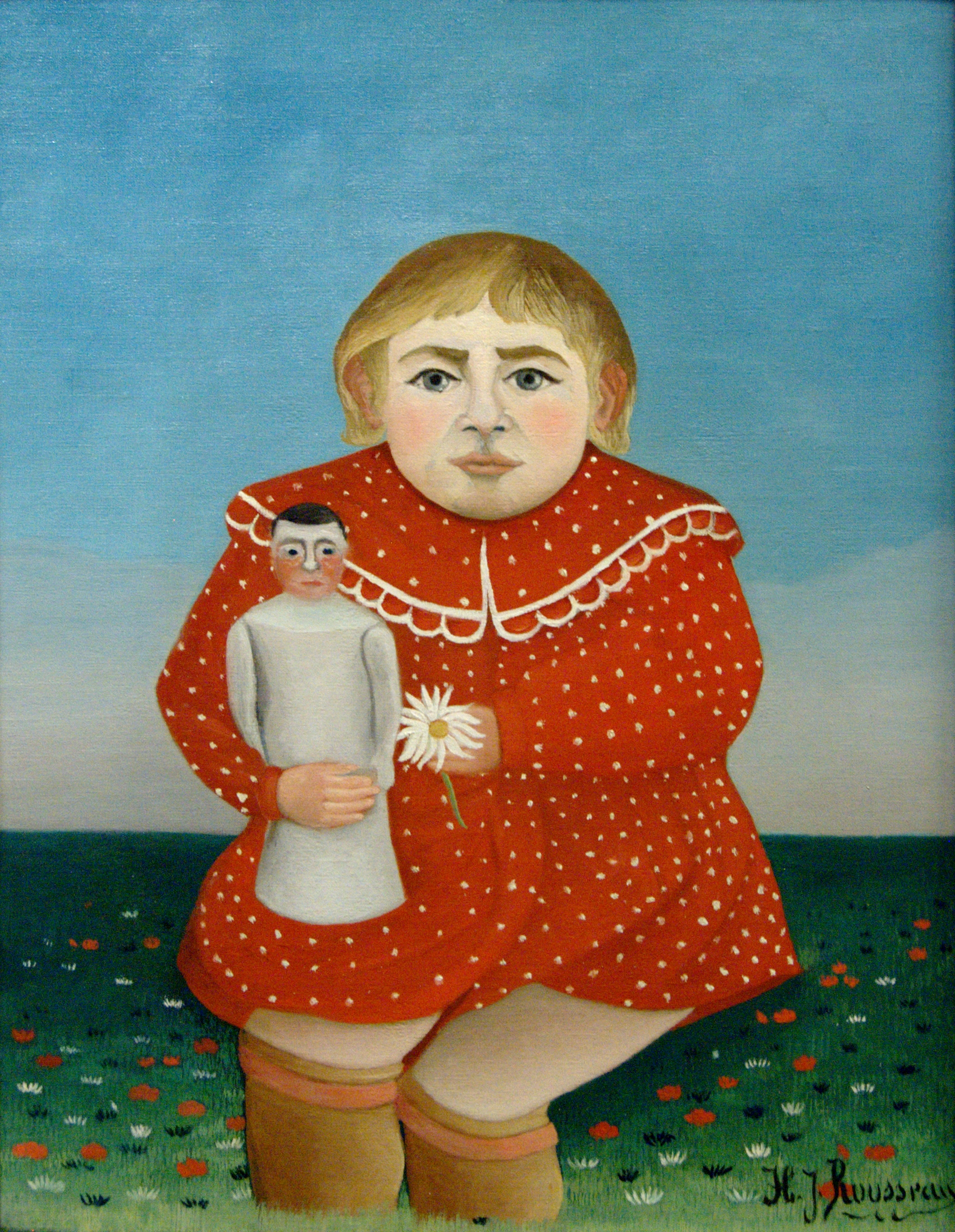
Henri Rousseau: Retrato de niño (Niño con muñeca), 1908.
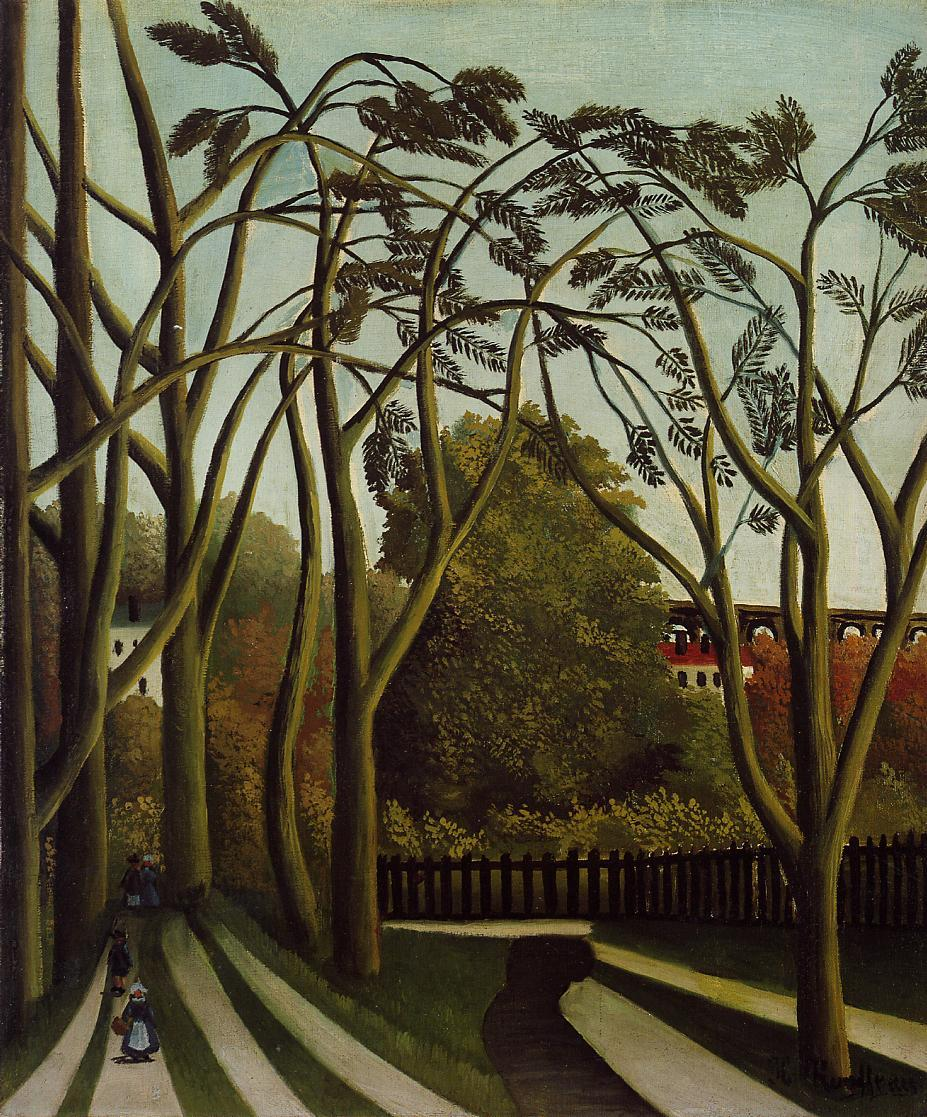
Henri Rousseau: Manantial en el valle del Bièvre, 1904.
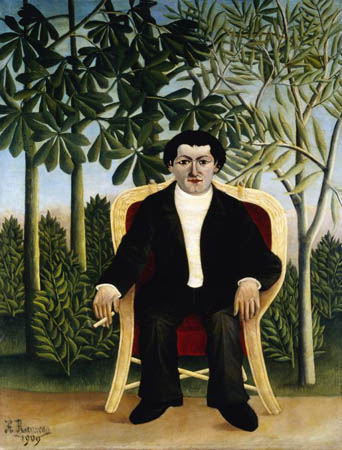
Henri Rousseau: Retrato de Joseph Brummer, 1909.
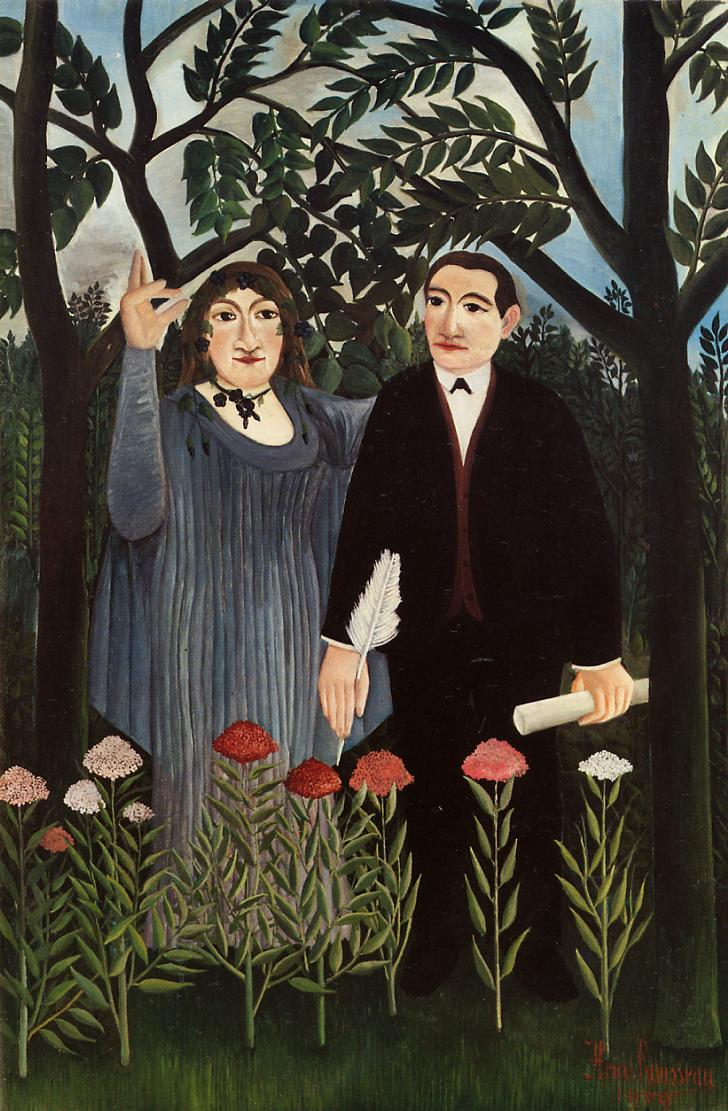
Henri Rousseau: La musa inspira al poeta, 1909.

La obra de Henri Rousseau tuvo una gran influencia en varios pintores modernos. Pablo Picasso, en particular, valoraba su trabajo y poseía varios cuadros de Rousseau en su colección privada. El efecto de una sola pintura de Rousseau en la obra de otro artista, a veces es difícil de precisar. Esto es diferente con el Retrato del Sr. X (Pierre Loti) cuyo impacto se hace evidente en varios artistas. En el cuadro Le Mécanicien de Fernand Léger (Museo de arte moderno, contemporáneo y marginal de Lille), creado en 1918, varios paralelismos con el retrato de Rousseau son obvios. El parecido de la mano que sostiene el cigarrillo encendido es particularmente sorprendente. En general, como Rousseau, Léger eligió formas simplificadas, una paleta limitada de colores puros y una frontalidad pronunciada.
En Alemania, la pintura Retrato del Sr.X (Pierre Loti) se dio a conocer a través de la biografía de Wilhelm Uhde sobre Rousseau de 1914. En el período que siguió, los artistas alemanes también lidiaron con la imagen de Rousseau. Max Beckmann creó el grabado Autorretrato con un sombrero rígido en 1921, en el que la mano con un cigarrillo, conocida por la imagen de Rousseau, se mantiene de manera llamativa frente al pecho. Además, al igual que Rousseau, Beckmann colocó un gato en la imagen. Oskar Schlemmer también fue un gran admirador del arte de Rousseau. En 1915 escribió en su diario: "Vuelvo con Henri Rousseau". También elogia al "pintor popular" por su "cubismo de colores" y desea pintar "un retrato extrañamente bello" en el "espíritu de Rousseau". En la pintura de Schlemmer Paracelso (El legislador) de 1923 (Galería Estatal de Stuttgart) la referencia al retrato de Rousseau se vuelve particularmente clara. El historiador de arte Götz Adriani enfatizó la "frontalidad masiva sin concesiones" en el Retrato de Paracelso de Schlemmer, pero también vio referencias al Retrato del Sr. X (Pierre Loti) en el gesto de la mano y en los rasgos faciales "en forma de máscara".

## Procedencia
Henri Rousseau vendió el retrato del Sr. X (Pierre Loti) probablemente en 1906 al escritor Georges Courteline. Con el precio de compra de "unos pocos francos ", Rousseau supuestamente compró comida, según informó el artista gráfico Jules Chéret. Chéret también señaló que Courteline, conocido por su humor cínico, adquirió la imagen para su Museo del Terror (Musée des horreurs). Esta era una habitación en el apartamento de Courteline en la que había coleccionado varias obras de arte extrañas y de aficionados. 1910 murió Henri Rousseau. Después de eso, los precios de sus obras comenzaron a subir significativamente.  En 1913, Courteline vendió el retrato del Sr. X (Pierre Loti) junto con la Alegoría de la libertad de Rousseau (Museo Nacional de Arte Moderno de Tokio) por 10.000 francos al marchante de arte parisino Paul Rosenberg.  Vendió el retrato del Sr. X (Pierre Loti) en 1914 por 6.000 francos a la pareja de coleccionistas berlineses Paul y Lotte von Mendelssohn-Bartholdy, cuya colección de arte incluía numerosas obras modernas, incluidas obras de Vincent van Gogh y Pablo Picasso.. Después de que la pareja se divorció en 1927, el retrato del Sr. X (Pierre Loti) pasó a manos de la esposa que, después de volver a casarse en 1930, se llamó Charlotte Countess von Wesdehlen. En el contexto de la persecución de los judíos en Alemania, se mudó a Suiza en 1938. Para ganarse la vida, se vio obligada a vender gradualmente obras de arte de su propiedad.
En 1939, el marchante de arte Paul Rosenberg mostró interés en adquirir el retrato del Sr. X (Pierre Loti). Sin embargo, la venta no se materializó. La Kunsthaus Zürich también se interesó por el retrato del Sr. X (Pierre Loti). Sin embargo, largas negociaciones precedieron a la posterior compra por parte del museo. Para la imagen, la condesa von Wesdehlen pidió inicialmente 38.000 francos suizos, una cantidad que la Kunsthaus Zürich consideró demasiado alta. A efectos de comparación, la comisión de compras de la Kunsthaus había utilizado la venta de La musa y el poeta de Rousseau al Kunstmuseum Basel de la misma colección unas semanas antes. La condesa von Wesdehlen pidió inicialmente 60.000 francos, pero finalmente la venta se realizó por sólo 12.000 francos.  Después de que el vendedor y la Kunsthaus no lograran llegar a un acuerdo, el banquero de Zúrich Claus Vogel adquirió inicialmente el retrato del Sr.X (Pierre Loti) en 1940. Pagó un total de 45.000 francos por el retrato y un bodegón floral de Rousseau. Un poco más tarde, ese mismo año, la Kunsthaus Zürich adquirió el retrato del Sr. X (Pierre Loti) de Vogel por 22.000 francos. 